# 釈譜詳節
『釈譜詳節』（しゃくふしょうせつ）は1447年（世宗29年）に李氏朝鮮で作られた釈迦の一代記である。韓国宝物第523号。金属活字による15世紀の朝鮮語の散文資料として、朝鮮語学・朝鮮文学・朝鮮書誌学・朝鮮仏教学において貴重な資料の１つである。

## 解題
『釈譜詳節』序および『月印釈譜』序によれば、『釈譜詳節』は1446年に死去した昭憲王后（世宗の正妃）の冥福を祈るために、世宗の命により首陽大君（後の第7代国王・世祖）が作った書である。『釈譜詳節』の編纂に当たっては、『釈迦譜』・『釈迦氏譜』を基にして、それを朝鮮語に翻訳したという。しかしながら、他の諺解資料とは異なり、原文の漢文が記載されていない点、朝鮮文が他の諺解文とは異なり漢文の直訳調の文体ではない点などから見て、『釈譜詳節』の文体は自然な散文に近いものだったと推測される。
なお、底本には『釈迦譜』・『釈迦氏譜』の他に、玄奘訳『薬師瑠璃光如来本願功徳経』（巻9）、『地蔵菩薩本願経』（巻11）、『大方便仏報恩経』（巻11）、鳩摩羅什訳『妙法蓮華経』（巻13～21）などがある。

## 書誌

### 初刊本
初刊本は全24巻であるが零本であり、韓国国立中央図書館に巻6，9，13，19の4巻4冊が、東国大学校図書館に巻23，24の2巻2冊が伝わっている。その他、個人所蔵本として巻20，21の2巻2冊がある。中央図書館所蔵本は、黄海道の一寺刹において塔蔵品として出てきたものを、1935年に江田敏雄が入手し世に紹介したものである。東国大学校所蔵本は、忠清北道報恩郡俗離山の法住寺に伝わっていたものが忠清北道清州市竜花寺を経て、1966年に京畿道安城郡の七長寺に移り世に紹介されたものである。初刊本の6冊は、1970年12月30日に韓国の宝物第523号に指定されている（中央図書館本：宝物第523-1号、東国大学校本：宝物第523-2号）。
- 活字：銅活字
  - 漢字の活字は甲寅字の大字と小字が使用されている。大字は本文に、小字は割注に用いられた。
  - ハングル活字は大字・中字・小字の3種が使用されている。大字は本文に、中字は割注に、小字は本文および割注の漢字の読み（東国正韻式漢字音）に用いられた。ハングルの字形は、『訓民正音』では「ㅏ」、「ㅓ」、「ㅗ」、「ㅜ」などの母音字母の短い棒が黒丸で表されていたが、釈譜詳節では現在の書き方と同じく短い棒として書かれている。
- 張の体裁
  - 版匡：縦22.1cm×横15.9cm（巻6:1a）、四周単辺、無界
  - 版心：上下大黒口、上下内向黒魚尾
- 行数・字数：半葉8行、1行15字

各巻の状態は以下の通りである。
- 巻6：巻末に『月印千江之曲』が7張収められている。
- 巻9：20張裏面の1行目の後半が欠落。
- 巻13：欠損なし。
- 巻19：26張表面の1～4行目が欠落。
- 巻23：1～2張が落張。
- 巻24：53張以降が落張。

中央図書館所蔵本（巻6、9、13、19）は校正本であり、漢字音の表記を中心に朱筆で誤謬が校正されている。

### 重刊本
重刊本は以下の木版本2巻2冊が伝わる。いずれも刻字が粗雑であり、若干の誤刻が見られる。
- 巻3（千柄植教授所蔵本）：1561年に全羅北道の無量寺において開版された覆刻本。有界。
- 巻11（沈載完教授所蔵本）：刊行時期不明。16世紀頃か。京畿道竜仁市湖巌美術館所蔵。1970年12月30日、宝物第523-3号に指定されている。